# Félix Muñoz

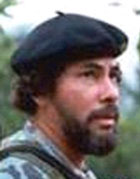
Félix Muñoz

Félix Antonio Muñoz Lascarro, auch bekannt als José Lisandro Lascarro oder Pastor Alape (* 1959 in Puerto Berrío, Kolumbien), ist ein kolumbianischer Anführer der Guerillagruppe FARC. Am 27. September 2010 wurde er als Mitglied des siebenköpfigen Führungssekretariats der Organisation bekanntgegeben. Er tritt damit die Nachfolge des am 22. September von der Regierung getöteten Víctor Julio Suárez Rojas (alias Mono Jojoy) an.